# Marc Bureau
Pour les articles homonymes, voir Bureau et Marc Bureau (homonymie).
 (mai 2025).
Marc Bureau, né le 11 août 1955 à Rouyn-Noranda, est un homme politique québécois. Il est maire de Gatineau de 2005 à 2013.

## Biographie
Natif de l'Abitibi, Marc Bureau complète un certificat en administration à l'Université de Montréal et un baccalauréat en récréologie à l'Université du Québec à Trois-Rivières. Homme d'affaires à partir de 1982, il ouvre un magasin d'échange de livres et de cassettes et de CD usagés et s'implique dans la vie communautaire et économique de Hull, en fondant et présidant l’Association des gens d’affaires de Hull de 1996 à 1998. Il sert également à titre de commissaire et de vice-président du comité exécutif de la Commission scolaire des Portages-de-l’Outaouais, de 1996 à 1998.
Conseiller municipal du quartier Wright dans la ville de Hull entre 1999 et 2001, il devient ensuite conseiller municipal du quartier Wright Parc de la Montagne sous la nouvelle ville de Gatineau de 2002 à 2006. Il se fait remarquer en dirigeant l'opposition au conseil municipal. Il dénonce l'offre municipale de 1$ par mois au Collège préuniversitaire Nouvelles Frontières pour l'établissement du 100 rue Gamelin[précision nécessaire],.
Lors des élections municipales de novembre 2005, il défait le maire sortant Yves Ducharme et est élu comme maire de la ville de Gatineau. Il est ensuite réélu pour le mandat de 2009 à 2013.  
Durant ses années à titre de maire, il intervient dans les dossiers suivants :
- Adoption de six politiques
  - politique de l'habitation (2006)[6]
  - politique des sports et des loisirs[7]
  - politique en matière de diversité culturelle (2008) [8]
  - politique environnementale (2008)[9]
  - politique en développement social (2009)[10];
- 2006-2010: construction de 24 nouveaux parcs[11];
- 2006-2010: Gatineau accueil trois nouveaux édifices fédéraux[12];
- 2007: Appui à la création de l'orchestre symphonique de Gatineau[13];
- 2007: Création du bureau de l'Ombudsman[14] ;
- 2008: réalisation du mur anti-bruit sur le boulevard Maloney par le gouvernement du Québec[15];
- 2010: La ville de Gatineau obtient les Jeux du Québec[11]
- 2010: Ouverture du centre sportif de Gatineau[16]
- 2010: Création de la réserve cycle de vie[17]
- 2013: Mise en fonction du Rapibus[18]

M. Bureau représente la ville de Gatineau au sein de l'Union des municipalités du Québec (UMQ). Il préside le caucus des grandes villes (2007-2013) et est premier vice-président de l'UMQ (2013).  
En matière environnementale, il intervient dans les dossiers suivants : 
- 2005-2014 : Appui à la création de la Fondation forêt Boucher[20];
- 2006: Création de la première commission de l'environnement[21];
- 2008: Création du fonds vert[22]
- 2008: Introduction du bac bleu Pêle Mêle : permettant d’augmenter le taux de récupération de 28% dans les 6 premiers mois[23]
- 2011: Instauration du compostage[24];
- 2012: Appui à l'installation d'un centre de tri, Tricentris[25]
- 2013: Ouverture de l'écocentre de Gatineau[26]

En 2013, il est défait à la mairie de Gatineau par Maxime Pedneaud-Jobin.
Après son passage à la mairie de Gatineau, il préside deux organismes sans but lucratif en environnement et un regroupement provincial en environnement, soit Enviro Éduc-Action (2014-2022), le CREDDO (2015-2022) et le Regroupement national des conseils en environnement du Québec (RNCREQ entre 2018-2022). 
Le 2 septembre 2022, il annonce qu'il se porte candidat à l'élection municipale partielle de Gatineau organisée dans le district Parc-de-la-Montagne–Saint-Raymond le 23 octobre 2022, qu'il remporte. Lors de ce mandat, il est nommé président de la Commission sur l'environnement et de la lutte aux changements climatiques de la ville. Durant cette période, cette dernière adopte les mesures suivantes : 
- un plan de gestion de l'eau (2024)[31];
- un plan de foresterie urbaine (2023)[32].

La ville adopte également un règlement sur l'utilisation des pesticides (2025), cessera de faire l'épandage du BTI sur son territoire (2024)  et adoptera une règlementation plus sévère en matière d'arrosage suite à sa proposition. 

### Vie privée
La conjointe de Marc Bureau, Christiane Gourde, est conseillère municipale du quartier Wright de la ville de Hull de 1991 à 1995. Sa fille, Audrey Bureau, est conseillère municipale du quartier d'Aylmer dans la ville de Gatineau (2017-2021).